# Kasseler Sport-Verein Hessen Kassel 1994-1995
Questa voce raccoglie le informazioni riguardanti il Kasseler Sport-Verein Hessen Kassel nelle competizioni ufficiali della stagione 1994-1995.

## Stagione
Nella stagione 1994-1995 l'Hessen Kassel, allenato da Franz Brungs, concluse il campionato di Regionalliga sud al 13º posto.

## Rosa
| N. |                     | Ruolo | Calciatore          |
| -- | ------------------- | ----- | ------------------- |
|    | Germania (bandiera) | P     | Sven Hoffmeister    |
|    | Germania (bandiera) | P     | Thomas Kneuer       |
|    | Germania (bandiera) | D     | Mario Deppe         |
|    | Romania (bandiera)  | D     | Marius Iordache     |
|    | Germania (bandiera) | D     | Stefan Kuhn         |
|    | Polonia (bandiera)  | D     | Jerzy Matys         |
|    | Germania (bandiera) | D     | Valentin Plavcic    |
|    | Germania (bandiera) | D     | Bodo Schmidt        |
|    | Polonia (bandiera)  | D     | Jerzy Wijas         |
|    | Germania (bandiera) | C     | Carsten Becker      |
|    | Germania (bandiera) | C     | Michael Drube       |
|    | Germania (bandiera) | C     | Thomas Freudenstein |

| N. |                         | Ruolo | Calciatore        |
| -- | ----------------------- | ----- | ----------------- |
|    | Germania (bandiera)     | C     | Jörg Günther      |
|    | Germania (bandiera)     | C     | Frank Höhle       |
|    | Germania (bandiera)     | C     | Marco Mason       |
|    | Germania (bandiera)     | C     | Cliff Michel      |
|    | Germania (bandiera)     | C     | Stefan Porada     |
|    | Germania (bandiera)     | C     | Marc Rosch        |
|    | Germania (bandiera)     | C     | Thomas Schmidt    |
|    | Germania (bandiera)     | C     | Udo Schuffenhauer |
|    | Germania (bandiera)     | A     | Ralph Kistner     |
|    | Germania (bandiera)     | A     | Nils Lienhop      |
|    | Burkina Faso (bandiera) | A     | Kassoum Quedraogo |

## Organigramma societario
Area tecnica
- Allenatore: Franz Brungs
- Allenatore in seconda:
- Preparatore dei portieri:
- Preparatori atletici:
- Analisi video:

## Calciomercato

### Sessione estiva
| Acquisti | Acquisti         | Acquisti          | Acquisti |
| R.       | Nome             | da                | Modalità |
| -------- | ---------------- | ----------------- | -------- |
| C        | Michael Drube    | Borussia Fulda    |          |
| P        | Sven Hoffmeister | Baunatal          |          |
| D        | Stefan Kuhn      | Kickers Stoccarda |          |
| C        | Cliff Michel     | Borussia Fulda    |          |

| Cessioni | Cessioni      | Cessioni          | Cessioni |
| R.       | Nome          | a                 | Modalità |
| -------- | ------------- | ----------------- | -------- |
| A        | David Behlil  | Kickers Offenbach |          |
| A        | Michael Mason | Amburgo           |          |

## Risultati

### Regionalliga

#### Girone di andata
| 30 luglio 1994, ore 15:00 CEST 1ª giornata | Lohhof | 0 – 0 | Hessen Kassel |  |

| 7 agosto 1994, ore 15:00 CEST 2ª giornata | Hessen Kassel | 0 – 2 | Bayern Monaco II |  |

| 17 agosto 1994, ore 19:30 CEST 3ª giornata | Kickers Offenbach | 3 – 1 | Hessen Kassel |  |

| 20 agosto 1994, ore 15:00 CEST 4ª giornata | Hessen Kassel | 0 – 2 | Egelsbach |  |

| 27 agosto 1994, ore 15:00 CEST 5ª giornata | Hessen Kassel | 1 – 1 | Kickers Stoccarda |  |

| 3 settembre 1994, ore 15:00 CEST 6ª giornata | Fürth | 1 – 2 | Hessen Kassel |  |

| 20 settembre 1994, ore 18:00 CEST 7ª giornata | Hessen Kassel | 2 – 2 | Vestenbergsgreuth |  |

| 17 settembre 1994, ore 15:00 CEST 8ª giornata | Ulma | 5 – 1 | Hessen Kassel |  |

| 24 settembre 1994, ore 15:00 CEST 9ª giornata | Hessen Kassel | 3 – 3 | Reutlingen |  |

| 9 ottobre 1994, ore 15:00 CET 10ª giornata | Darmstadt | 3 – 2 | Hessen Kassel |  |

| 15 ottobre 1994, ore 15:00 CET 11ª giornata | Hessen Kassel | 0 – 1 | Unterhaching |  |

| 23 ottobre 1994, ore 15:00 CET 12ª giornata | Rot-Weiss Francoforte | 1 – 1 | Hessen Kassel |  |

| 29 ottobre 1994, ore 15:00 CET 13ª giornata | Hessen Kassel | 2 – 2 | Wehen |  |

| 5 novembre 1994, ore 15:00 CET 14ª giornata | Ludwigsburg | 2 – 2 | Hessen Kassel |  |

| 12 novembre 1994, ore 15:00 CET 15ª giornata | Hessen Kassel | 2 – 2 | Ditzingen |  |

| 19 novembre 1994, ore 15:00 CET 16ª giornata | VfR Mannheim | 2 – 3 | Hessen Kassel |  |

| 3 dicembre 1994, ore 15:00 CET 17ª giornata | Hessen Kassel | 1 – 2 | Augusta |  |

#### Girone di ritorno
| 10 dicembre 1994, ore 15:00 CET 18ª giornata | Hessen Kassel | 1 – 4 | Lohhof |  |

| 26 febbraio 1995, ore 15:00 CET 19ª giornata | Bayern Monaco II | 2 – 0 | Hessen Kassel |  |

| 4 marzo 1995, ore 15:00 CET 20ª giornata | Hessen Kassel | 1 – 0 | Kickers Offenbach |  |

| 11 marzo 1995, ore 15:00 CET 21ª giornata | Egelsbach | 0 – 2 | Hessen Kassel |  |

| 19 marzo 1995, ore 15:00 CET 22ª giornata | Kickers Stoccarda | 6 – 0 | Hessen Kassel |  |

| 26 marzo 1995, ore 15:00 CET 23ª giornata | Hessen Kassel | 2 – 2 | Fürth |  |

| 1º aprile 1995, ore 15:00 CEST 24ª giornata | Vestenbergsgreuth | 1 – 0 | Hessen Kassel |  |

| 9 aprile 1995, ore 15:00 CEST 25ª giornata | Hessen Kassel | 1 – 1 | Ulma |  |

| 15 aprile 1995, ore 15:00 CEST 26ª giornata | Reutlingen | 1 – 0 | Hessen Kassel |  |

| 22 aprile 1995, ore 15:00 CEST 27ª giornata | Hessen Kassel | 2 – 1 | Darmstadt |  |

| 28 aprile 1995, ore 18:00 CEST 28ª giornata | Unterhaching | 3 – 0 | Hessen Kassel |  |

| 6 maggio 1995, ore 15:00 CEST 29ª giornata | Hessen Kassel | 8 – 1 | Rot-Weiss Francoforte |  |

| 13 maggio 1995, ore 15:00 CEST 30ª giornata | Wehen | 1 – 2 | Hessen Kassel |  |

| 21 maggio 1995, ore 15:00 CEST 31ª giornata | Hessen Kassel | 1 – 3 | Ludwigsburg |  |

| 25 maggio 1995, ore 15:00 CEST 32ª giornata | Ditzingen | 1 – 3 | Hessen Kassel |  |

| 28 maggio 1995, ore 15:00 CEST 33ª giornata | Hessen Kassel | 2 – 2 | VfR Mannheim |  |

| 3 giugno 1995, ore 15:00 CEST 34ª giornata | Augusta | 1 – 2 | Hessen Kassel |  |

## Statistiche

### Statistiche di squadra
| Competizione     | Punti | In casa | In casa | In casa | In casa | In casa | In casa | In trasferta | In trasferta | In trasferta | In trasferta | In trasferta | In trasferta | Totale | Totale | Totale | Totale | Totale | Totale | DR  |
| Competizione     | Punti | G       | V       | N       | P       | Gf      | Gs      | G            | V            | N            | P            | Gf           | Gs           | G      | V      | N      | P      | Gf     | Gs     | DR  |
| ---------------- | ----- | ------- | ------- | ------- | ------- | ------- | ------- | ------------ | ------------ | ------------ | ------------ | ------------ | ------------ | ------ | ------ | ------ | ------ | ------ | ------ | --- |
| Regionalliga sud | 38    | 17      | 3       | 8       | 6       | 29      | 31      | 17           | 6            | 3            | 8            | 21           | 33           | 34     | 9      | 11     | 14     | 50     | 64     | -14 |
| Totale           | 38    | 17      | 3       | 8       | 6       | 29      | 31      | 17           | 6            | 3            | 8            | 21           | 33           | 34     | 9      | 11     | 14     | 50     | 64     | -14 |

### Andamento in campionato
| Giornata  | 1 | 2  | 3  | 4  | 5  | 6  | 7  | 8  | 9  | 10 | 11 | 12 | 13 | 14 | 15 | 16 | 17 | 18 | 19 | 20 | 21 | 22 | 23 | 24 | 25 | 26 | 27 | 28 | 29 | 30 | 31 | 32 | 33 | 34 |
| --------- | - | -- | -- | -- | -- | -- | -- | -- | -- | -- | -- | -- | -- | -- | -- | -- | -- | -- | -- | -- | -- | -- | -- | -- | -- | -- | -- | -- | -- | -- | -- | -- | -- | -- |
| Luogo     | T | C  | T  | C  | C  | T  | C  | T  | C  | T  | C  | T  | C  | T  | C  | T  | C  | C  | T  | C  | T  | T  | C  | T  | C  | T  | C  | T  | C  | T  | C  | T  | C  | T  |
| Risultato | N | P  | P  | P  | N  | V  | N  | P  | N  | P  | P  | N  | N  | N  | N  | V  | P  | P  | P  | V  | V  | P  | N  | P  | N  | P  | V  | P  | V  | V  | P  | V  | N  | V  |
| Posizione | 9 | 16 | 18 | 18 | 17 | 14 | 11 | 16 | 15 | 15 | 16 | 16 | 16 | 15 | 15 | 13 | 15 | 15 | 16 | 16 | 14 | 15 | 15 | 15 | 15 | 15 | 13 | 14 | 13 | 12 | 13 | 13 | 13 | 13 |

Legenda:

Luogo: C = Casa; T = Trasferta. Risultato: V = Vittoria; N = Pareggio; P = Sconfitta.